# Осадчий, Михаил Андреевич
Михаи́л Андре́евич Оса́дчий (род. 7 марта 1985, Топки, СССР) — российский лингвист и судебный эксперт, специалист по словообразованию современного русского языка и судебной лингвистике. Доктор филологических наук (2013), профессор. Проректор по науке и профессор кафедры общего и русского языкознания Государственного института русского языка имени А. С. Пушкина (с 2015). Директор Научно-исследовательского института судебной экспертизы Московского регионального отделения Общероссийской общественной организации «Ассоциация юристов России». Вице-президент Российского общества преподавателей русского языка и литературы.

## Биография
Родился 7 марта 1985 года в городе Топки Кемеровской области. С медалью закончил школу.
В 2007 году окончил факультет филологии и журналистики Кемеровского государственного университета.
В 2007 году в Кемеровском государственном университете под научным руководством доктора филологических наук, профессора Л. А. Араевой защитил диссертацию на соискание учёной степени кандидата филологических наук по теме «Пропозиционально-фреймовое моделирование гнезда однокоренных слов (на материале русских народных говоров)» (специальность 10.02.01 — русский язык); официальные оппоненты — доктор филологических наук, профессор Н. Д. Голев и доктор филологических наук, профессор Е. М. Позднякова; ведущая организация — Томский государственный университет.
В 2007—2013 годах — ассистент, старший преподаватель, доцент и профессор кафедры стилистики и риторики Кемеровского государственного университета.
В 2013 году в Кемеровском государственном университете защитил диссертацию на соискание учёной степени доктора филологических наук по теме «Публичная речевая коммуникация в аспекте управления правовыми рисками» (специальность 10.02.01 — русский язык); научный консультант — доктор филологических наук, профессор Л. А. Араева; официальные оппоненты — доктор филологических наук, профессор В. Н. Базылев, доктор филологических наук, профессор А. Н. Баранов и доктор филологических наук, профессор О. С. Иссерс; ведущая организация — Российский  государственный гуманитарный университет.
С 2013 года — член редакционной коллегии научного журнала «Сибирский филологический журнал».
С 2015 года — заместитель главного редактора научного журнала «Русский язык за рубежом».
С 2016 года — эксперт Российского фонда фундаментальных исследований.
C 2016 года — член диссертационного совета при Государственном институте русского языка имени А. С. Пушкина.
С 2017 года — член редакционной коллегии научного журнала «Слово.ру: балтийский акцент».
С 2019 года — член редакционной коллегии научного журнала «Русская речь».
С 2021 года — заместитель главного редактора научного журнала «Российский журнал исследований билингвизма» и член редакционной коллегии научного журнала «Вестник общественных и гуманитарных наук».
Заместитель главного редактора научного журнала «Международный аспирантский вестник. Русский язык за рубежом» и член редакционной коллегии научного журнала «Мир науки. Социология, филология, культурология».

## Экспертная деятельность
Проводил лингвистическую экспертизу, установившую отсутствие экстремизма в высказываниях бывшей участницы реалити-шоу "Дом-2", блогере и телеведущей А. Ю. Водонаевой, на своей странице в социальной сети Instagram о материнском капитале на первого ребёнка, что «этот миллион с небольшим рискует стать роковым для будущих поколений, если отчаявшиеся от нищеты россияне или быдло, которому вечно не хватает на бутылку водки, начнут рожать ради этого миллиона».

## Научные труды

### Монографии
- Осадчий М. А. Правовой самоконтроль оратора. — М.: «Альпина бизнес букс», 2007. – 316 с.
- Осадчий М. А. Однокоренная лексика русских народных говоров: фреймовая структура гнезда. — М.: URSS, 2009. — 299 с. ISBN 978-5-397-00443-5
- Осадчий М. А. Русский язык на грани права: функционирование современного русского языка в  условиях правовой регламентации речи. – М.: Книжный дом «Либроком», 2012. – 256 с.

### Учебные издания
- Осадчий М. А. Диалектные различия русского языка. Словообразование: Ч. 3. Гнездо однокоренных слов: учебное пособие для студентов, обучающихся по специальности "Филология" / под ред. Л. А. Араевой. — Кемерово: Кемеровский государственный университет, 2009. — 106 с. ISBN 978-5-8353-0910-8
- Катышев П. А., Осадчий М. А. Судебная лингвистическая экспертиза. — М.: Государственный институт русского языка имени А. С. Пушкина, 2020. — 121 с. ISBN 978-5-98269-223-8
- Катышев П. А., Осадчий М. А. Проблемы описания словообразовательных явлений с учётом когнитивной-дискурсивного аспекта. Учебное пособие по курсу «Современный русский язык: морфемика и словообразование» для студентов бакалавриата. — М.: Государственный институт русского языка имени А. С. Пушкина, 2020. — 108 с. ISBN 978-5-98269-229-0

### Статьи
на русском языке
- Катышев П. А., Осадчий М. А. Внутренняя форма слова как функциональная таксономия // Наука и образование. Материалы Всероссийской научной конференции: в 2 частях. — Белово: Беловский институт (филиал) Кемеровского государственного университета, 2002. — С. 71-79.
- Араева Л. А., Осадчий М. А. Словообразовательная система как проблема синтезирующей концепции языка // Актуальные проблемы русистики. Материалы Международной научной конференции, посвящённой 85-летию томской диалектологической школы и 125-летию Томского государственного университета: сборник. / отв. ред. Т. А. Демешкина. — Томск: Томский государственный университет, 2003. — С. 32-38.
- Осадчий М. А. Судебно-почерковедческая экспертиза в расследовании преступлений // Российский следователь. — 2003. — № 5. — С. 20.
- Араева Л. А., Осадчий М. А. Деривационный акт как источник деривационной системности языка // Слово. Словарь. Словесность. материалы научной конференции, посвящённой 80-летию профессора С. Г. Ильенко. — М.: Сага, 2004. — С. 103-108.
- Араева Л. А., Осадчий М. А. Словообразовательная система как дискурсивное взаимодействие гнёзд и типов // Русский язык: исторические судьбы и современность. II Международный конгресс исследователей русского языка: Труды и материалы. / Сост. М. Л. Ремнёва, А. А. Поликарпов, О. В. Дедова. — М.: МГУ имени М. В. Ломоносова, 2004. — С. 269-270.
- Араева Л. А., Осадчий М. А. Языковая форма и культурный синтез: деятельностный подход к языку в гуманистической семиотике // Русский язык: Теория. История. Риторика. Методика. — Красноярск: Красноярский государственный университет, 2004. — С. 6-12.
- Араева Л. А., Осадчий М. А. Рец. на Шевченко Н. М. Фразеологический словарь русского языка.- Бишкек: КРСУ, 2002. — 541 с. // Русский язык за рубежом. — 2004. — № 4 (190). — С. 78-79.
- Араева Л. А., Осадчий М. А. «Гуманистическая» семиотика и логика языковой формы // Вестник Московского государственного лингвистического университета. Серия «Лингвистика». — 2004. — Вып. 489. — С. 175–182.
- Осадчий М. А. Дистрибуция однокоренных синонимов в пропозициональной структуре лексического гнезда // Успехи современного естествознания. — 2005. — № 5. — С. 96-99.
- Араева Л. А., Осадчий М. А. Проблемы судебно-лингвистической экспертизы в рамках дел о защите чести и достоинства, о клевете и оскорблении // Российский юридический журнал. — 2006. — № 2. — С. 86–94.
- Осадчий М. А. К разграничению преступлений, предусмотренных статьями 280 и 282 УК РФ // Коллегия. — 2006. — № 11. — 52-54.
- Осадчий М. А. Судебно-лингвистическая экспертиза вербальных форм проявления экстремизма с учетом изменений от 27.07.2006 // Уголовный процесс. — 2006. — № 10. — С. 54-64.
- Осадчий М. А. Использование лингвистических познаний в расследовании преступлений, предусмотренных статьей 282 УК РФ // Юридический консультант. — 2006. — № 12. — С. 18-23.
- Араева Л. А., Осадчий М. А. Судебно-лингвистическая экспертиза в расследовании преступлений против чести и достоинства // Уголовный процесс. — 2006. — № 2. — С. 58-64.
- Осадчий М. А. Правовой самоконтроль оратора: как не сделать свое слово орудием преступления против чести и достоинства // Коллегия. — 2006. — № 4. — С. 54–60.
- Араева Л. А., Осадчий М. А. Судебно-лингвистическая экспертиза по криминальным проявлениям экстремизма // Уголовный процесс. — 2006. — № 4. — С. 45-56.
- Осадчий М. А. Проявления экстремизма в публичных выступлениях и литературе // Коллегия. — 2006. — № 6. — С. 52–60.
- Осадчий М. А. Наказание за экстремизм в Интернете // Коллегия. — 2007. — № 3. — С. 50-55.
- Осадчий М. А. Использование лингвистических познаний при установлении субъективной стороны преступлений, совершаемых вербальным способом // Коллегия. — 2007. — № 1. — 52-58.
- Осадчий М. А. Процессуальная целесообразность лингвистической экспертизы в делах по защите чести и достоинства // Уголовный процесс. — 2007. — № 3. — С. 56–64.
- Осадчий М. А. Судебно-автороведческая экспертиза в расследовании преступлений // Уголовный процесс. — 2007. — № 1. — С. 54–64.
- Осадчий М. А. Оскорбление как преступление, совершаемое вербальным способом // Юридический консультант. — 2007. — № 5. — С. 10–13.
- Осадчий М. А. Клевета как преступление, совершаемое вербальным способом // Юридический консультант. — 2007. — № 9. — С. 15–22.
- Араева Л. А., Осадчий М. А. Экспертно-лингвистическая идентификация социальной принадлежности при расследовании преступлений, предусмотренных статьей 282 УК РФ // Юрислингвистика. — 2007. — № 8. — С. 307–313.
- Араева Л. А., Осадчий М. А. Проблемы судебно-лингвистической экспертизы в рамках дел о защите чести и достоинства, клевете и оскорблении // Российская юстиция. — 2007. — № 2. — С. 57-60.
- Араева Л. А., Осадчий М. А. Двуязычный словарь фреймово-гнездового типа как учебное пособие нового поколения // Русский язык в образовательном пространстве Центральноазиатского региона СНГ. Международная научно-практическая конференция, 15-19 августа 2007 г.. Кыргызско-Российский Славянский университет. — Бишкек: Кыргызско-Российский славянский университет, 2007. — С. 313-317.
- Осадчий М. А. Использование лингвистических познаний в расследовании преступлений, предусмотренных статьёй 282 Уголовного кодекса Российской Федерации // Право и безопасность. — 2007. — № 3-4. — С. 21-25.
- Осадчий М. А. Роль лингвистической экспертизы в судебном процессе по защите чести и достоинства // Адвокат. — 2008. — № 5. — С. 98–108.
- Араева Л. А., Осадчий М. А. Языковая личность экстремиста (о специфике автороведческой экспертизы по криминальным проявлениям экстремизма) // Юрислингвистика. — 2008. — № 9. — С. 182–194.
- Осадчий М. А. Речевая угроза применения насилия как проявление экстремизма // Юридический консультант. — 2008. — № 3. — С. 20-23.
- Осадчий М. А. Социальный экстремизм как предмет судебно-лингвистической экспертизы // Уголовный процесс. — 2008. — № 2. — С. 55–64.
- Осадчий М. А. Судебно-лингвистическая экспертиза в деле о защите репутации юридического лица // Арбитражная практика. — 2008. — № 7. — С. 51-59.
- Осадчий М. А. Проблема целостности гнезда однокоренных слов в аспекте фреймового моделирования  // Проблемы современной лингвистики и методики преподавания языковых курсов. Труды международной научно-практической конференции. — Кемерово: «Кузбассвузиздат», 2008. — С. 150-153.
- Араева Л. А., Осадчий М. А. Лексика русских донских говоров в аспекте фреймово-пропозиционального моделирования // Materiały IX Międzynarodowej Konferencji Naukowej. 2008. С. 543-558.
- Осадчий М. А. Пропозиционально-фреймовое моделирование гнезда однокоренных слов русских народных говоров (материалы АКД) // Актуальные проблемы современного словообразования. материалы международной научной конференции. / Под общ. ред. Л. А. Араевой. — Кемерово: «Кузбассвузиздат», 2008. — С. 350-364.
- Голубь Н. Н., Осадчий М. А. Феномен нечётких определителей в русском языке (на материале текстов коммерческих договоров) // Актуальные проблемы лингвистики и методики преподавания лингвистических курсов. — Кемерово: «Кузбассвузиздат», 2009. — С. 123–127.
- Осадчий М. А. Гнездо как поле // Лингвистика как форма жизни. сборник научных трудов, посвящённый юбилею Людмилы Алексеевны Араевой. / под ред. П. А. Катышева, С. В. Оленева, Ю. С. Паули. — М.: Ленанд, 2009. — С. 131-141.
- Осадчий М. А. Гнездо однокоренных слов как динамический фрейм // Актуальные проблемы современного словообразования. Материалы международной научной конференции. / Под общ. ред. Л. А. Араевой. — Кемерово: Кемеровский государственный университет, 2009. — С. 184-190.
- Дегтярёва А. Р., Осадчий М. А. Классификация эвфемизмов с функциональных позиций // Актуальные проблемы лингвистики и методики преподавания лингвистических курсов. — Кемерово: «Кузбассвузиздат», 2009. — С. 110–114.
- Дегтярёва А. Р., Осадчий М. А. Частотность реализации и корреляции функциональных типов эвфемизмов в популярном средстве массовой информации (на материале газеты «Московский комсомолец в Кузбассе») // Общетеоретические и типологические проблемы языкознания: сб. науч. ст. — Вып. 1. Системно - структурная и антропоцентрическая типология языка / отв. ред. Е. Б. Трофимова. — Бийск: АГАО, 2010. — С. 50–55.
- Дегтярёва А. Р., Осадчий М. А. Классификация эвфемизмов в функциональных позиций // Проблемы современной лингвистики и методики преподавания языковых курсов: сборник научных статей / под общ. ред. Л. А. Араевой. Вып. 2. — Кемерово: Кузбассвузиздат, 2010. — С. 76–80.
- Голубь Н. Н., Осадчий М. А. Особенности реализации нечетких определителей в жанре договора (на материале брачных контрактов и договоров на обучение) // Общетеоретические и типологические проблемы языкознания: сб. науч. ст. — Вып. 1. Системно — структурная и антропоцентрическая типология языка / отв. ред. Е. Б. Трофимова. – Бийск: АГАО, 2010. — С. 63–66.
- Голубь Н. Н., Осадчий М. А. Феномен нечётких определителей в русском языке (на материале текстов коммерческих договоров) // Проблемы современной лингвистики и методики преподавания языковых курсов: сборник научных статей / под общ. ред. Л. А. Араевой. Вып. 2. – Кемерово: Кузбассвузиздат, 2010. — С. 59–63.
- Осадчий М. А. К постановке вопроса об изучении речевых стратегий и тактик ухода от правовых рисков в публичной коммуникации // Общетеоретические и типологические проблемы языкознания: сб. науч. ст. – Вып. 1. Системно – структурная и антропоцентрическая типология языка / Отв. ред. Е. Б. Трофимова. – Бийск: АГАО, 2010. – С. 202–204.
- Осадчий М. А. Правовая регламентация речевой деятельности как фактор коммуникации // Русский язык: исторические судьбы и современность. IV Международный конгресс исследователей русского языка: труды и материалы. — М.: МГУ имени М. В. Ломоносова, 2010. — С. 760.
- Араева Л. А., Осадчий М. А., Шабалина А. Н. Множественная мотивация, полисемия, омонимия в аспекте пропозициональной организации гнезда однокоренных слов // Вестник Алтайской государственной педагогической академии. — 2010. — № 4. — С. 38-47.
- Араева Л. А., Осадчий М. А. Языковая картина мира в аспекте интеллектуального и формального мышления (на материале устойчивых словосочетаний со значением времени суток в донских говорах) // Слово и образ в русской художественной культуре. коллективная монография по материалам Международного научно-практического форума. / Отв. ред. О. Ю. Астахов. — Кемерово: Кемеровский государственный институт культуры, 2011. — С. 255-263.
- Осадчий М. А. Образ социальной группы как интерпретативное производное (на материале криминальных проявлений «социального экстремизма») // Актуальные проблемы современного словообразования: сборник научных статей / под общ. ред. проф. Л. А. Араевой. – Вып. 4. – Кемерово: Кемеровский государственный университет, 2011. — С. 422–436.
- Голубь Н. Н., Осадчий, М. А. Нечёткие определители в аспекте деривации смыслов // Актуальные проблемы современного словообразования: сборник научных статей / под общ. ред. проф. Л. А. Араевой. – Вып. 4. – Кемерово: Кемеровский государственный университет, 2011. – С. 402–405.
- Дегтярёва А. Р., Осадчий М. А. Эвфемизм как вторичная номинация (к вопросу о функциональной классификации) // Актуальные проблемы современного словообразования: сборник научных статей / под общ. ред. проф. Л. А. Араевой. – Вып. 4. – Кемерово, 2011. – С. 405–408.
- Осадчий М. А. Тактики ухода от правовых рисков в политической и бизнес коммуникации // Современные проблемы науки и образования. – 2011. — № 6.
- Араева Л. А., Осадчий М. А. Пропозиционально-фреймовая организация фразеологизмов (модель вербальной пропаганды) // Слово. Текст. Время. ХI. Славянская фразеология в ономасиологическом, лингвокультурологическом и фразеографическом освещении. 2012. — С. 55-58.
- Голубь Н. Н., Осадчий М. А., Араева Л. А. Тактические приемы ухода от правовых рисков в современной публичной коммуникации // Научное обозрение: гуманитарные исследования. — 2012. — № 1. — С. 63–71.
- Кожевникова Е. А., Осадчий М. А. Креолизованный текст как объект судебно-лингвистической экспертизы // Вестник Кемеровского государственного университета культуры и искусств: журнал теоретических и прикладных исследований. – 2012. – № 19-1. – С. 22–29.
- Дегтярёва А. Р., Осадчий М. А. К вопросу о функциональной классификации эвфемизмов русского языка // Вестник Кемеровского государственного университета. – № 2 (50). – 2012. – С. 128–132.
- Голубь Н. Н., Осадчий М. А. Нечёткие определители в текстах правовой и коммерческой документации // Вестник Кемеровского государственного университета. – 2012. – № 4. – Т. 2. – С. 114–117.
- Дегтярёва А. Р., Осадчий М. А. Легевфемизм как тактика ухода от правовых рисков в новостных интернет-изданиях // Вестник Кемеровского государственного университета. — 2012. — № 4. — Т. 2. — С. 147–150.
- Осадчий М. А. Судебно-лингвистическая параметризация экстремистского призыва // Современные исследования социальных проблем (электронный научный журнал). — 2012. — № 11 (19).
- Осадчий М. А. Судебно-лингвистическая параметризация вербальной угрозы Архивная копия от 31 марта 2015 на Wayback Machine // Современные проблемы науки и образования. — 2012. — № 6.
- Осадчий М. А. Судебно-лингвистическая параметрическая модель публичной коммуникации // Мир науки, культуры и образования. — 2012. — № 6. — С. 44–47.
- Осадчий М. А. Управление правовыми рисками в публичной коммуникации // Фундаментальные исследования. — 2013. — № 10-3. — С. 679-683.
- Араева Л. А., Осадчий М. А. Языковая личность экстремиста (о специфике автороведческой экспертизы по криминальным проявлениям экстремизма) // Языковая личность: моделирование, типология, портретирование. Сибирская лингвоперсонология. / Голев Н. Д., Мельник Н. В., Ким Л. Г., Татаринцева Е. Н., Оленев С. В., Паули Ю.С., Кузнецов Д. В., Замилова А. В., Носкова О. А., Лебедева Н. Б., Корюкина Е. А., Иванцова Е. В., Сологуб О. П., Чернышова Т. В., Чабаненко М. Г., Максимова С. А., Прокудина И. С., Киркинская Т. И., Араева Л. А., Осадчий М. А. и др. — М.: Ленанд, 2014. — С. 533-544.
- Осадчий М. А. Речевые стратегии и тактики ухода от правовых рисков в публичной коммуникации // Русский язык и литература в пространстве мировой культуры. Материалы XIII Конгресса МАПРЯЛ: в 15 томах. — СПб.: МАПРЯЛ, 2015. — С. 223-227.
- Осадчий М. А. Международный симпозиум "русская грамматика 4.0" // Русский язык за рубежом. — 2016. — № 3 (256). — С. 6-9.
- Осадчий М. А., Маев М. А., Жильцов В. А. ОБУЧАЮЩИЙ 3D-квест по русскому языку (опыт создания и перспективы внедрения) Электронные ресурсы открытого образования по русскому языку: лучшие практики. Сборник статей Международной научно-практической конференции. / Отв. ред. В. Н. Климова. — М.: Государственный институт русского языка имени А. С. Пушкина, 2018. — С. 97-103.
- Осадчий М. А., Маев И. А., Жильцов В. А. 3D-квест по русскому языку: разработка, апробация, возможности применения // Русский язык за рубежом. — 2018. — № 1 (266). — С. 4-9.
- Осадчий М. А., Чистова Е. В. Динамика жанров СМИ в эпоху Интернета // Русский язык за рубежом. 2018. — № 3 (268). — С. 73-78.
- Осадчий М. А. Как оценивать комментарий автора репоста экстремистского материала в социальной сети Архивная копия от 18 февраля 2022 на Wayback Machine // Уголовный процесс. — 2018. — № 11 (167). — С. 42-45.
- Горбачёва А. В., Пучкова А. Н., Осадчий М. А. О принципах понимания и семантических правилах интерпретации знаков в изобразительной части поликодовых текстов // Учёные записки УО ВГУ им. П. М. Машерова. — 2018. — Т. 27. — С. 53-57.
- Осадчий М. А. К вопросу об оценке речевой тактики автореабилитации при производстве судебной лингвистической экспертизы. Архивная копия от 11 февраля 2022 на Wayback Machine // Теория и практика судебной экспертизы. — 2018. — № 13(4). — С. 124-129. doi:10.30764/1819-2785-2018-13-4-124-129
- Катышев П. А., Осадчий М. А. Метод параметрического моделирования в судебной лингвистике Архивная копия от 27 ноября 2021 на Wayback Machine // Вестник Волгоградского государственного университета. Серия 2, Языкознание. – 2018. – Т. 17, № 3. – С. 24–34. doi:10.15688/jvolsu2.2018.3.3
- Варламов А. А., Иняшкин С. Г., Горбачёва А. В., Семиреченко А. Н., Осадчий М. А., Русецкая М. Н. Лексика и сценарии тактильного восприятия в аспекте создания исследовательского тезауруса // Вестник Волгоградского государственного университета. Серия 2, Языкознание. – 2019. – Т. 18, № 1 Архивная копия от 14 февраля 2022 на Wayback Machine. – С. 47–61. – doi:10.15688/jvolsu2.2019.1.4
- Катышев П. А., Осадчий М. А. Речевое вовлечение в деятельность радикального сообщества: критическое дискурсивное исследование прецедентности Архивная копия от 14 февраля 2022 на Wayback Machine // Вестник Томского государственного университета. — 2019. — № 441. — С. 19–26. doi:10.17223/15617793/441/3
- Горбачёва А. В., Нестерова Т. В., Осадчий М. А. Об экспертной и неэкспертной интерпретации поликодовых текстов Архивная копия от 27 ноября 2021 на Wayback Machine // Вестник Волгоградского государственного университета. Серия 2, Языкознание. – 2020. – Т. 19, No 1. – С. 102–114. – doi:10.15688/jvolsu2.2020.1.9
- Варламов А. А., Кравченко А. Н., Горбачёва А. В., Осадчий М. А. Язык прикосновений: биологические аспекты тактильного восприятия и особенности тактильных коммуникативных сигналов. Архивная копия от 10 февраля 2022 на Wayback Machine // Вопросы языкознания. — 2020. — № 2. — С. 75–92.
- Горбачёва А. В., Берлин Хенис А. А., Пучкова А. Н., Осадчий М. А. Сложность восприятия демотиваторов и мемов: экспериментальное исследование Архивная копия от 14 февраля 2022 на Wayback Machine // Вестник Волгоградского государственного университета. Серия 2, Языкознание. – 2021. – Т. 20, № 2. – С. 74–86. – doi:10.15688/jvolsu2.2021.2.7
- Горбачёва А. В., Берлин Хенис А. А., Пучкова А. Н., Осадчий М. А. Современное состояние разработок области методики судебно-лингвистического анализа поликодовых текстов: "Друзья, меняйте методичку" // Семиотико-семасиологическое измерение политического дискурса. Коллективная монография. — М.: Государственный институт русского языка имени А. С. Пушкина, 2021. — С. 274-292.

на других языках
- Yasvin V. A., Rusetskaya M. N., Osadchiy M. A. Assessment of School and University Environments by High School and College Students Архивная копия от 18 февраля 2022 на Wayback Machine // Biomedical and Pharmacology Journal. — 2015. — Т. 8. — № 2. — С. 761-772. doi:10.13005/bpj/824
- Yasvin V. A., Rusetskaya M. N., Osadchiy M. A. Pedagogical Model of the Innovative Educational Platform Youth Academy of Creative Lifetime. Архивная копия от 18 февраля 2022 на Wayback Machine // Biosciences Biotechnology Research Asia. — 2015. — Т. 12. — № 3. — С. 2777-2787. doi:10.13005/bbra/1961
- Araeva L. A., Katyshev P. A., Osadchiy M. A., Olenev S. V. Recontextualization of the religious term ‘ziyarat’: critical discourse study Архивная копия от 14 февраля 2022 на Wayback Machine // European Journal of Science and Theology. — October 2018. — Vol. 14, №. 5. — P. 137-147.